# Valentin Nalivaicenko

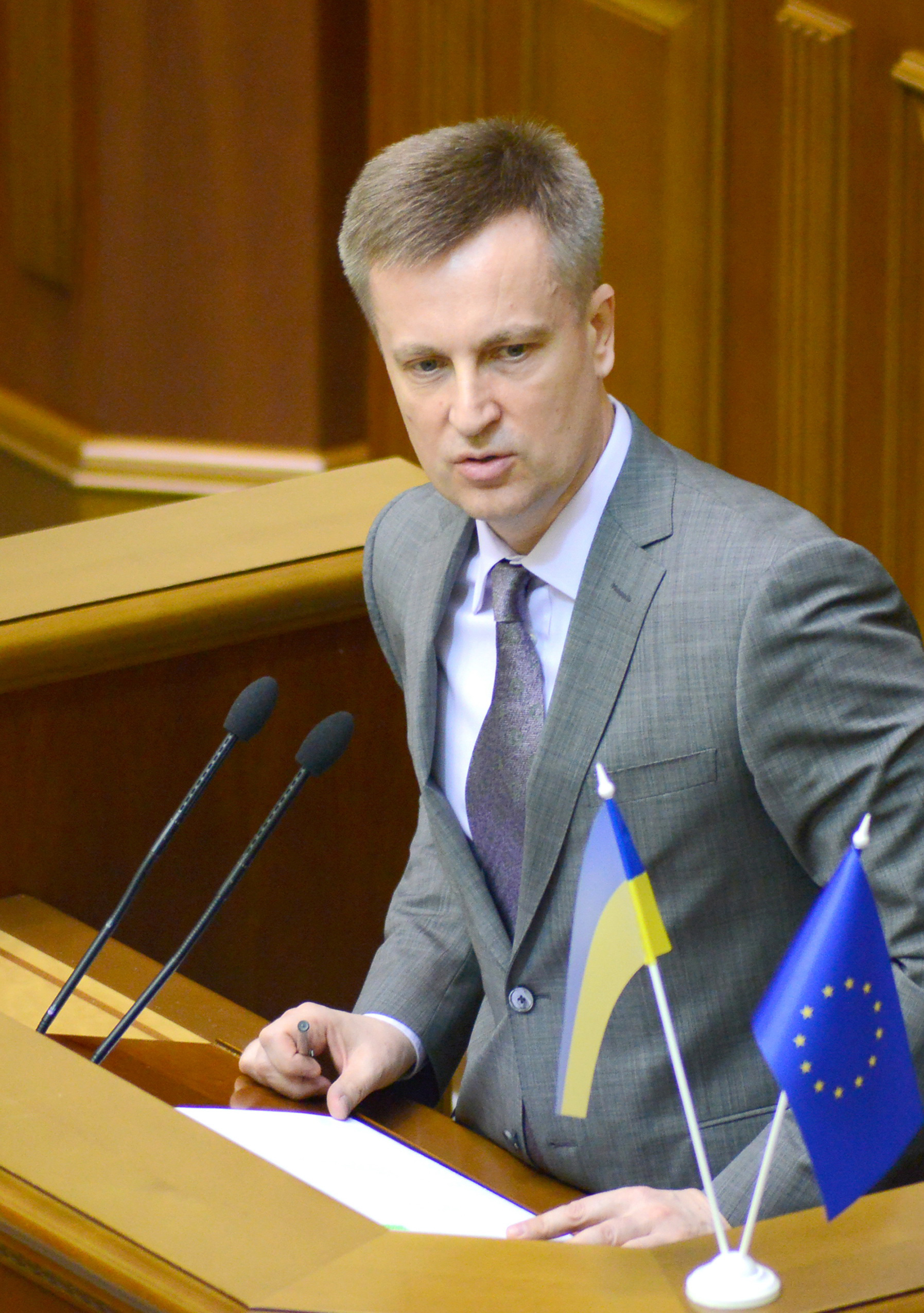
portret

Valentin Nalivaicenko (ucraineană Валентин Олександрович Наливайченко, n. 8 iunie 1966, Zaporijjea, Republica Sovietică Socialistă Ucraineană, URSS) este un politician și om de stat ucrainean. Începând cu 2014 este șeful Serviciului de Securitate al Ucrainei, funcție pe care a ocupat-o și în perioada 2006-2010.